# دزدیده‌شده (فیلم ۲۰۱۲)
دزدیده‌شده (به انگلیسی: Stolen) فیلمی محصول سال ۲۰۱۲ ایالات متحدهٔ آمریکا به کارگردانی سایمون وست است. در این فیلم بازیگرانی همچون نیکلاس کیج، مالین اکرمان، دنی هوستون، ام.سی. گینی، سمی گیل، مارک ولی و جاش لوکاس ایفای نقش کرده‌اند.

## خلاصه داستان
ویل مونتگُمری (نیکلاس کیج) به همراه دوستش وینسنت (جاش لوکاس) دزد هستند. در حین یک سرقت، آن دو پس از انجام سرقت با مردی روبه‌رو می‌شوند که چهرهٔ آن‌ها را دیده است. وینسنت می‌خواهد او را بکُشد، اما ویل اجازه نمی‌دهد و می‌گوید که کشتن آدم‌ها در برنامهٔ آن‌ها نبوده. آن‌ها درگیر می‌شوند و در درگیری به‌طور اتفاقی تیر به پای وینسنت می‌خورَد. ویل او را به ماشین می‌رسانَد و بازمی‌گردد تا پول‌ها را که جا گذاشته بردارد، اما دوستانش از ترس رسیدن پلیس فرار می‌کنند و او را جا می‌گذارند. پس از تعقیب و گریز با پلیس، سرانجام ویل گیر می‌افتد. ویل پیش از دستگیری، همهٔ پول‌ها را می‌سوزانَد تا جرمش کمتر شود و پس از مدتی ویل مونتگمری بازداشت می‌شود و به زندان می‌رود.
پس از آزادی، وینسنت با او تماس می‌گیرد و می‌گوید دخترش را گروگان گرفته، و خواهان پول‌ها در قبال آزادی دختر ویل می‌شود. وینسنت طوری صحنه‌سازی کرده که همه فکر می‌کنند او مرده است. وینسنت، که یک راننده تاکسی شده و با نام مستعار فعالیت می‌کند و یک پای خود را بر اثر برخورد گلولهٔ ویل از دست داده است، او که دختر ویل را به گروگان گرفته، از ویل می‌خواهد تا سهم او را از آخرین دزدی بدهد.
ویل موضوع را به پلیس اطلاع می‌دهد، ولی آن‌ها که فکر می‌کنند وینسنت مرده است، حرف او را باور نمی‌کنند. ویل مجبور می‌شود تا با دزدیِ مجدد، سهم وینسنت را پرداخت کند تا دخترش را آزاد کند، اما پس از رسیدن او به وینسنت می‌فهمد که هدف او انتقام و کشتن ویل است. پس از یک درگیری، ویل موفق به کشتن وینسنت می‌شود و جان دخترش را نجات می‌دهد.

## بازیگران
- نیکلاس کیج در نقش ویل مونتگمری
- جاش لوکاس در نقش وینسنت
- مالین اکرمان در نقش ریلی سیمز
- دنی هوستون در نقش تیم هارلند
- ام. سی. گینی در نقش هویت
- سمی گیل در نقش آلیسون مونتگمری
- مارک ولی در نقش فلچر
- تنک ساید در نقش پیتر